# Фрідріх Кулау
Фрідріх Даніель Рудольф Кулау (нім.; інколи дан. Frederick Kulav) (11 вересня 1786 — 12 березня 1832) — данський піаніст і композитор пізнього класичного та раннього романтичного періодів. Він був центральною фігурою Золотої доби Данії та увічнений в культурній історії Данії завдяки увертюрі до п'єси «Пагорб ельфів» — першого твору данського національного романтизму.

## Біографія
Кулау народився 11 вересня 1786 року на південь від Люнебурга в районі Ільцен у Нижній Саксонії (Німеччина). У сім років він втратив праве око, послизнувшись на льоду і впавши. Його батько, дід і дядько були гобоїстами у військових оркестрах. 1802 року він переїхав до Гамбурга, де почав навчатися гри на фортепіано у К.Ф.Г.Швенке.

### Кар'єра
У 1804 році Кухлау дебютував як піаніст, почав складати пісні та камерну музику. 1810 року він втік до Копенгагена, щоб уникнути призову в наполеонівську армію, яка захопила багато невеликих князівств і герцогств Північної Німеччини. Того ж року Кухлау опублікував свої перші композиції для фортепіано та флейти. 1811 року Кулау заробляв на життя в Копенгагені як викладач фортепіано та композитор. Пізніше в 1812 році його призначили неоплачуваним музикантом у суді Данії. 1813 року Кухлау став громадянином Данії. Після успіху його зингшпіля «Замок розбійника» Кухлау отримав високооплачувану посаду вчителя вокалу в Королівському театрі в 1816 році. Роботи Кухлау між 1817 і 1820 роками не здобули великої популярності, зокрема його опера "Чарівна арфа " провалилася через суперечливе лібрето. У 1821 і 1825 роках Кухлау подорожував до Відня, де подружився з Людвігом ван Бетховеном. Вплив Бетховена помітний у пізніших роботах Кулау, таких як його зінгшпіль, Elverhøj або Пагорб ельфів, твір, який розглядається як данина данської монархії та шедевр Золотої доби Данії. 1828 року Кухлау був удостоєний звання почесного професора.

## Творчість

### Твори для театру
Кухлау здобув популярність завдяки зінгшпілю Røverborgen («Замок розбійників»), на лібрето Адама Оленшлагера, що був поставлений в 1814 році в Королівському данському театрі.
Кілька його наступних театральних творів, у тому числі «Триллегарпен» (1817), «Еліза» (1820) і «Гуго й Адельгейд» (1827), позбавлені драматизму, зазнали повної невдачі. 1824 року зингшпіль Лулу знову досяг успіху. Він також писав музику до постановок п'єс Вільяма Шекспіра.
У 1828 році значний успіх композиторові принесла музика до комедії Elverhøj, насамперед — увертюра, в якій Кухлау ефектно використав данські та шведські народні мелодії. 1976 року увертюра була переаранжована данським композитором Бентом Фабріціусом-Б'єрре та використана як саундтрек до сцени у фільмі «Банда Олсена почервоніла». Сцена зображує банду Олсена, яка вривається в Королівський театр Копенгагена, пробираючись крізь замуровані стіни, використовуючи вибухівку та інші засоби. Ця сцена є однією з найвідоміших в історії данського кіно.

### Інструментальні твори
Поряд із творами для театру Кухлау написав кілька композицій для флейти та велику кількість творів для фортепіано. Особливо його короткі твори, сонатини для фортепіано, були дуже популярними як у Данії, так і за кордоном.
Найбільший вплив на його музику справив Бетховен, якого Кулау знав особисто. Фортепіанний концерт C-dur Кулау, Op. 7 1810 року демонструє сильний вплив Фортепіанного концерту № 1 до мажор Бетховена, написаного 14 роками раніше. Усі три частини твору сильно нагадують відповідні частини у творі Бетховена, що робить його музичним пастишем.
Крім згаданого вище фортепіанного концерту були струнний квартет і кілька творів для фортепіано, що включали всі актуальні на той час жанри: сонати, сонатини, вальси, рондо та варіації. Він також створив кілька творів для струнних з фортепіано (три квартети і два квінтети, кілька скрипкових сонат), твори побічної музики та кілька опер. Однак його найчастіше записані та зіграні твори — це кілька фортепіанних сонатин і численні твори для флейти, завдяки яким його ще за життя прозвали «Бетховеном флейти». Фрідріху Кулау інколи помилково приписуються королівський гімн Kong Christian stod ved højen mast ніби створений як аранжування п'єси «Elverhøj», насправді ж навпаки — Кулау використав у музиці до «Elverhøj» мелодію гімну, яка вже була на той час відома.